# Solenodon arredondoi
Espèce
Solenodon arredondoi est une espèce de mammifères soricomorphes de la famille des Solenodontidae qui comprend des sortes de grandes musaraignes primitives, terrestres, nocturnes, fouisseuses et insectivores, dont la morsure est venimeuse. Cette espèce autrefois présente à Cuba est aujourd'hui éteinte.

## Classification
Cette espèce a été décrite pour la première fois en 1993 par Gary S. Morgan et Jose A. Ottenwalder. 
Classification plus détaillée selon le Système d'information taxonomique intégré (SITI ou ITIS en anglais) :
 Règne : Animalia ; sous-règne : Bilateria ; infra-règne : Deuterostomia ; Embranchement : Chordata ; Sous-embranchement : Vertebrata ; infra-embranchement : Gnathostomata ; super-classe : Tetrapoda ; Classe : Mammalia ; Sous-classe : Theria ; infra-classe : Eutheria ; ordre : Soricomorpha ; famille : Solenodontidae, genre : Solenodon.
Traditionnellement, les espèces de cette famille sont classées dans l'ordre des Insectivora, un regroupement qui est progressivement abandonné au XXIe siècle.